# PTT Public Company
PTT Public Company Limited, ou plus simplement PTT (ปตท.), est une entreprise publique thaïlandaise dont une part minoritaire a été introduite en bourse.
Elle fait partie du SET50 Index, l'indice-phare de la Stock Exchange of Thailand (Bourse de Bangkok).

## Activité
Fondé en 1978 sous le nom de Petroleum Authority of Thailand, le groupe est intégré verticalement, de l'exploration et la production de pétrole et gaz, avec un réseau de transport constitué notamment de gazoducs sous-marins dans le golfe de Thaïlande et de terminaux GPL dans le royaume, jusqu'à la distribution des produits pétroliers pour les stations-services, la production d'électricité et la pétrochimie.

## Filiales
Le groupe est structuré en filiales par domaines d'activités, dont les plus importantes sont PTT Exploration and Production, PTT Aromatics and Refining, PTT Global Chemical (en) et PTT Green Energy. Il s'agit d'une des plus importantes entreprises thaïlandaises. Le siège du groupe est basé dans la capitale Bangkok.

### PTT Chemichals
La filiale PTT Chemichals est issue de la fusion entre la Thai Olefins Co (TOC) et la National Petrochemical Co (NPC) intervenue en 2005. Cette restructuration répond à la stratégie de PTT de réorganiser ses métiers en trois branches : la pétrochimie, le raffinage et la production pétrolière. PTT possède 50 % de PTT Chemicals aux côtés de Siam Cement (20 %), le solde du capital étant détenu par des actionnaires minoritaires.
PTT Chemicals est, depuis cette opération, le leader thaïlandais de la production d'alcènes (éthylène, propylène, butadiène, etc.). Le second rang national est occupé par la Rayong Olefins.
En juillet 2021, PTT Chemichals annonce l'acquisition de Allnex, une entreprise allemande de chimie spécialisée dans les revêtements, pour 4 milliards d'euros.